# Trylogia Kusziela
Trylogia Kusziela (ang. Kushiel’s Legacy) – seria trzech powieści fantasy autorstwa amerykańskiej pisarki Jacqueline Carey, wydana w języku polskim przez wydawnictwo Mag. Seria składa się ze Strzały Kusziela, Wybranki Kusziela i Wcielenia Kusziela. Seria przedstawia fikcyjną wersję średniowiecznej Europy.
Wydarzenia przedstawione w Trylogii Kusziela rozgrywają się przeważnie w państwie Terre d’Ange – „Krainie Aniołów”, przypominającym średniowieczną Francję. D’Angelinowie, gdyż tak nazywają się jej mieszkańcy, wierzą, że są potomkami Błogosławionego Elui i towarzyszących mu upadłych aniołów. Bohaterką serii jest anguissette Fèdra nó Delaunay, której unikalne talenty pozwalają uratować swój naród przed kilkoma okropnymi zdarzeniami.
Kontynuacją serii jest „Trylogia Imriela”, której akcja rozgrywa się 10 lat po zakończeniu pierwszej, a bohaterowie są w większości znani z pierwszej serii. Na tę serię składają się tomy: Potomek Kusziela, Kushiel’s Justice i Kushiel’s Mercy.

## Fabuła
Wydarzenia przedstawione w Trylogii Kusziela mają miejsce około tysiąca lat po czasach Elui. D’Angelinowie uważają jego i jego ośmiu Towarzyszy za bogów. Żyją według jego przykazania, odkąd Naama sprzedała swe ciało aby wspomóc Eluę podczas jego wędrówek, postrzegając prostytucję jako świętą służbę. Służba ta jest regulowana przez odpowiednią gildię. Ponadto aby służyć w Dworze Kwiatów Kwitnących Nocą, składającym się z kilkunastu Domów, każdy ze swoją własną interpretacją powodów, które skłoniły Naamę do prostytucji, jest szanowany jako najważniejszy w Służbie Naamy.
Terre d’Ange jest podzielona na siedem prowincji, każda z nich ma jednego towarzysza jako boskiego patrona. Kasjel, który wyrzekł się śmiertelnej miłości i nigdy w pełni nie odrzucił Boga Jedynego, jest jedynym, który nie ma swojej prowincji. Naama (bogini Dworu Nocy) jest patronką Namarry, Anael – L’Agance, Aza – Azalii, Szamchazaj – Siovale, Kamael – Kamlachu, Ejszet – Eisande i Kushiel – Kuszetu.
Królewski Dom Courcel rządzi Terre d’Ange z Miasta Elui w L’Agnace. Stosunki z sąsiednimi państwami takimi jak Aragonia (Hiszpania), Caerdicca Unitas (Włochy), Alba (Brytania) i Eire (Irlandia) są przeważnie dobre. Ale plemiona barbarzyńców ze Skaldii (Germania) długo próbowały podbić kraj D’Angelinów. Bohaterowie w kolejnych tomach podróżują również do Illirii, Hellady (Grecja), Menekhetu (Egiptu odpowiadającemu czasom ptolemejskim), Khebbel-im-Akkad (kombinacja cech Asyrii i średniowiecznego kalifatu arabskiego), Drudżanu (odpowiadającemu terytorium dzisiejszego Azerbejdżanu, zarówno w książce, jak i w realnym świecie dawnej prowincji Persji – mieszkańcy wyznają zoroastryzm), Dżebe-Barkal w Kusz i zaginionego królestwa Saba, w książce położonego jednak w środkowej Afryce.
Strzała Kusziela to nazwa jaką nadano szkarłatnej plamce pojawiającej się w oku wybrańców boga, która naznacza jej nosiciela jako anguissette. Jedną z nich jest główna bohaterka serii Fèdra nó Delaunay.

## Mitologia Terre d’Ange
Elua zrodził się kiedy krew ukrzyżowanego Jeszui ben Josefa, syna Boga Jedynego, zmieszała się ze łzami Magdaleny i wsiąkły w Ziemię. Wzgardzony przez swojego dziadka, Boga Jedynego, Elua przemierzał Ziemię z ośmioma towarzyszącymi mu aniołami, które odrzuciły Boga, aby podążać za Eluą. Byli to Naama, Anael, Aza, Szamchazaj, Kamael, Kasjel, Ejszet i Kusziel. Towarzysze ostatecznie osiedli w krainach, które później stały się Terre D’Ange. Elua popierał przykazanie Kochaj jak Twoja wola, on i jego Towarzysze zmieszali się z tubylcami, dając początek D’Angelinom.

### Towarzysze Elui
- Naama jest jednym z siedmiu aniołów, najstarszą siostrą, która opuściła Boga Jedynego aby podążać za Eluą, synem Jeshui i Magdaleny. Oddała się Królowi Persji w zamian za uwolnienie Elui.

Naama jest jednym z dwóch kobiet-aniołów, jej domeną jest seksualność. Sługi Naamy są prostytutkami, którzy noszą markę (tatuaż) na swych plecach jako znak ich profesji. Elita Sług Naamy to adepci Dworu Nocy. Każdy Dom inaczej tłumaczy powody, dla których Naama położyła się z Królem Persji i ma inne preferencje. Naama jest patronką prowincji Namarra.
- Anael – jeden z aniołów, którzy porzucili Boga Jedynego aby podążać za Eluą. Jego prowincją jest L’Agnace, główna prowincja Terre d’Ange.

Anael nauczył ludzi rolnictwa.
- Aza – jeden z aniołów, którzy odrzucili Boga Jedynego i podążyli za Eulą. Jeszuici nazywają jego grzech dumą. Jest patronem królestwa Azalii. Według tradycji, Aza ofiarował ludziom umiejętność nawigacji.

- Szamchazaj – anioł, który odrzucił Boga Jedynego by towarzyszyć Elui w jego wędrówkach. Nauczył D’Angelinów pisać.

- Kamael – jeden z siedmiu aniołów, które odrzuciły Boga Jedynego i podążały za Eluą. Jest aniołem sztuki wojennej – stworzył pierwszą d’angelińską armię. Jego prowincja to Kamlach.

- Kasjel jeden z siedmiu aniołów, które odrzuciły Boga Jedynego i podążały za Eluą. jako jedyny Kasjel nie ma swojej prowincji, gdyż wybrał wieczne towarzyszenie Elui, przez co uważał, że będzie na wieki potępiony. Kasjel nie ma swoich świątyni, jednakże ufundowało je Bractwo Kasjelitów.

- Ejszet jest jeden z siedmiu aniołów, które odrzuciły Boga Jedynego i podążały za Eluą. Jest znana ze swoje subtelności. Jej prowincja to Eisande. Ejszet nauczyła ludzi sztuki leczenia i dlatego tak wielu znakomitych uzdrowicieli pochodzi z jej prowincji. Jej darem dla ludzkości była też muzyka i historia, dlatego z Eisande wywodzą się bardowie zwani Mendacent.

- Kusziel był Karzącą Ręką Boga Jedynego, który zsyłał męki na grzeszników, aby się opamiętali i wyrazili skruchę. Jako jedyny spośród aniołów rozumiał, że napomnienie jest aktem miłości – pogląd ten wywołał niezadowolenie Boga Jedynego, który ponad wszystko pragnął modlitw. W Elui Kusziel dostrzegł osobę, która zrozumiała jego czyny, więc opuścił Boga Jedynego aby podążać za Eluą.

Kapłani Kusziela noszą togi i brązowe maski, więc ich tożsamość pozostaje ukryta; pokuta za grzech w świątyni Kusziela składa się z biczowania, aby oczyścić duszę z win.

## Główni bohaterowie
- Fèdra nó Delaunay – bohaterka serii, anguissette
- Anafiel Delaunay – nauczyciel Fedry
- Joscelin Verreuil – Kasjelita, ochroniarz Ferdy
- Hiacynt – Cygan, przyjaciel Fedry
- Melisanda Szachrizaj – główny wróg, sadystyczna intrygantka
- Ysandra de la Courcel – królowa Terre d’Ange
- Drustan mab Necthana – władca Alby
- Waldemar Selig – władca Skaldii